# Brenda-Waskada
Brenda-Waskada es un municipio canadiense situado en la provincia de Manitoba.

## Superficie
Brenda-Waskada tiene una superficie de 775,64 km².

## Demografía
En 2021, tenía 650 habitantes, una densidad poblacional de 0,8 hab./km², y 332 viviendas.